# Ataliva
Ataliva is een plaats in het Argentijnse bestuurlijke gebied Castellanos in de provincie Santa Fe. De plaats telt 1.968 inwoners.